# 板絵

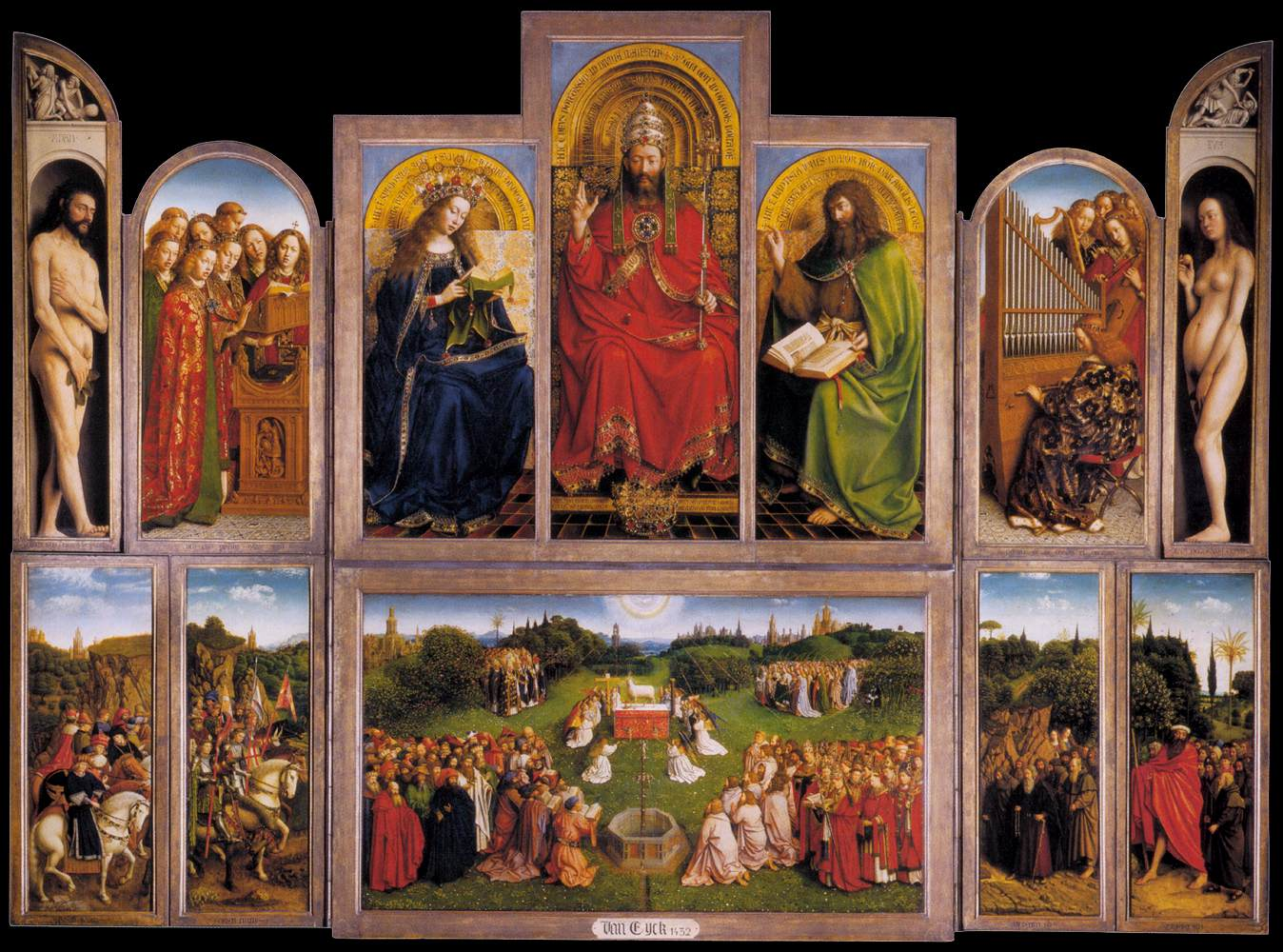
『ヘントの祭壇画 （1432年）』初期フランドル派の代表的な画家フーベルト・ファン・エイクとヤン・ファン・エイク兄弟が24枚の板の両面に描いた多翼祭壇画

板絵（いたえ）またはパネル絵（パネルえ）、パネル画（パネルが）は、一枚あるいは組み合わされた数枚の木製のパネル（板）の上に描かれた絵画。キャンバスが普及する16世紀半ばまでは、フレスコ画に使用された壁や装飾写本のミニアチュールに使用された羊皮紙に比べて、絵画制作にもっともよく使用された支持体だった。板に描かれた各国の伝統的絵画は多く存在し、現在でも板に描かれる絵画もあるが、板絵という用語は西欧で描かれた絵画を意味することが一般的となっている。

## 歴史

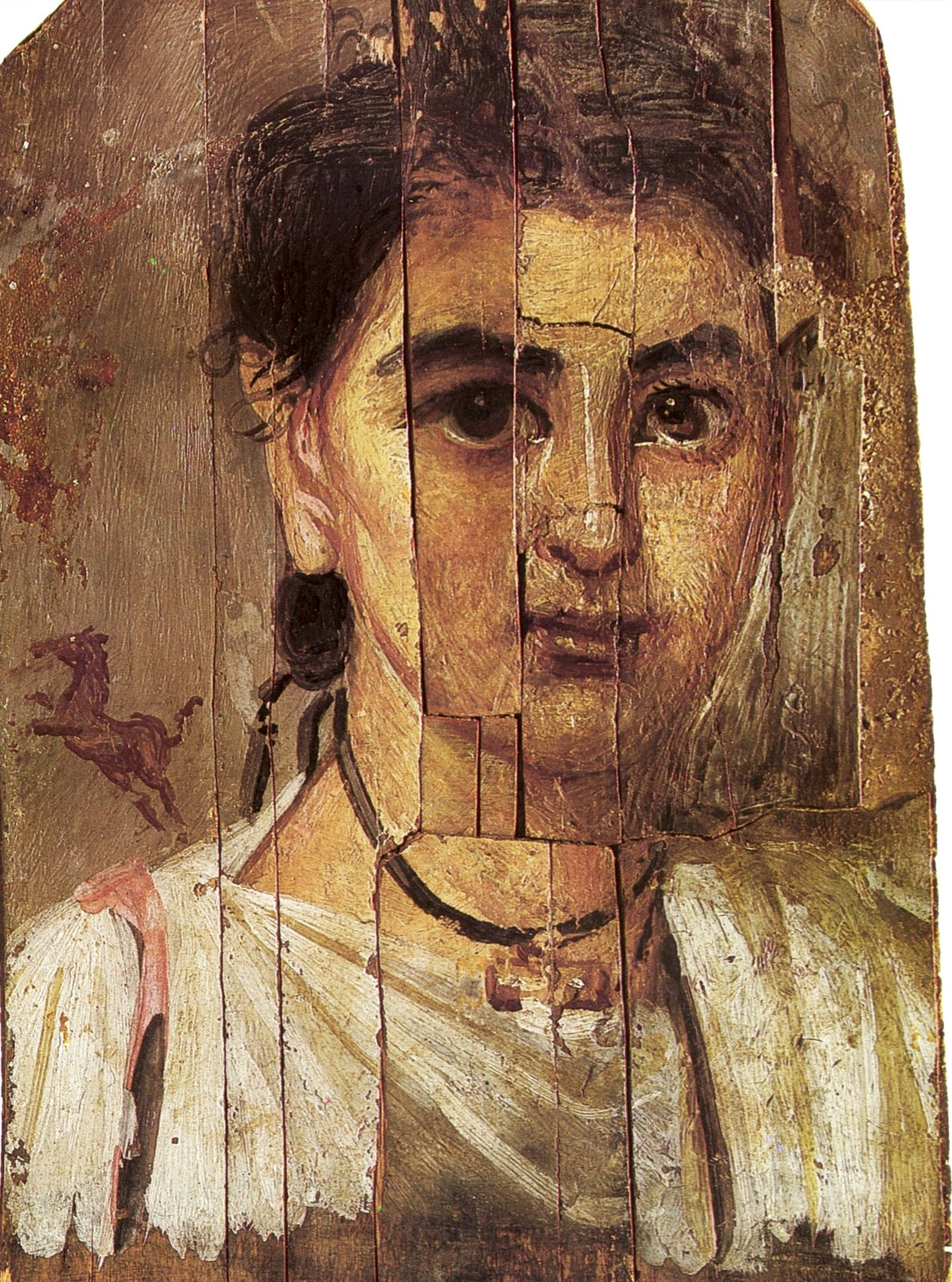
2世紀に描かれたファイユームで発見された「ミイラ肖像画」。板にエンカウスティークで描かれているが、経年変化で板にひびが入っている

板絵の歴史は非常に古く、古代ギリシアやローマでも一流の芸術品と見なされていたが、当時の板絵はほとんど現存していない。ギリシアのコリンティアから出土し、アテネ国立考古学博物館が所蔵する『Pitsa panels』は紀元前6世紀に描かれたもので、現存する最古の板絵である。他にも紀元前1世紀から西暦3世紀のエジプトのミイラとともに埋葬されていた「ミイラ肖像画」がある。エジプトの乾燥した気候に守られて、古代ローマ時代に描かれたこれらの肖像画は約900枚ほどが現存している。ローマ帝国皇帝セプティミウス・セウェルスと息子たちを描いた『セウェルスの円形画』も現存している古い板絵として有名な作品である。ビザンティン美術や正教会のイコンにもよく見られ、聖カタリナ修道院には、5世紀から6世紀に描かれた当時の最高水準のイコンの板絵が所蔵されている。エンカウスティークとテンペラが古代から使用されてきた絵画技法だったが、エンカウスティークは初期ビザンティン美術のイコンを最後にほとんど使用されなくなっていった。
板絵は12世紀後半に広まった新しい典礼習慣のために、北ヨーロッパで再び盛んになった。ミサを執行する司祭と参加する信徒がともに祭壇の同じ側に位置するようになったため、祭壇の背後には宗教的装飾が不要となったかわりに、祭壇そのものを装飾することが求められたのである。当時作成された祭壇は、背面、前面、キリスト磔刑像で構成されており、すべてに宗教的モチーフが描かれていた。通常は、その教会に献納されるのにふさわしい聖者とともにキリストあるいは聖母マリアが描かれており、その教会が存在する町や教会区が描かれていた。そして祭壇の献納者とその家族が祭壇に描かれることもあり、脇にひさまずいている姿勢で描かれることが多かった。

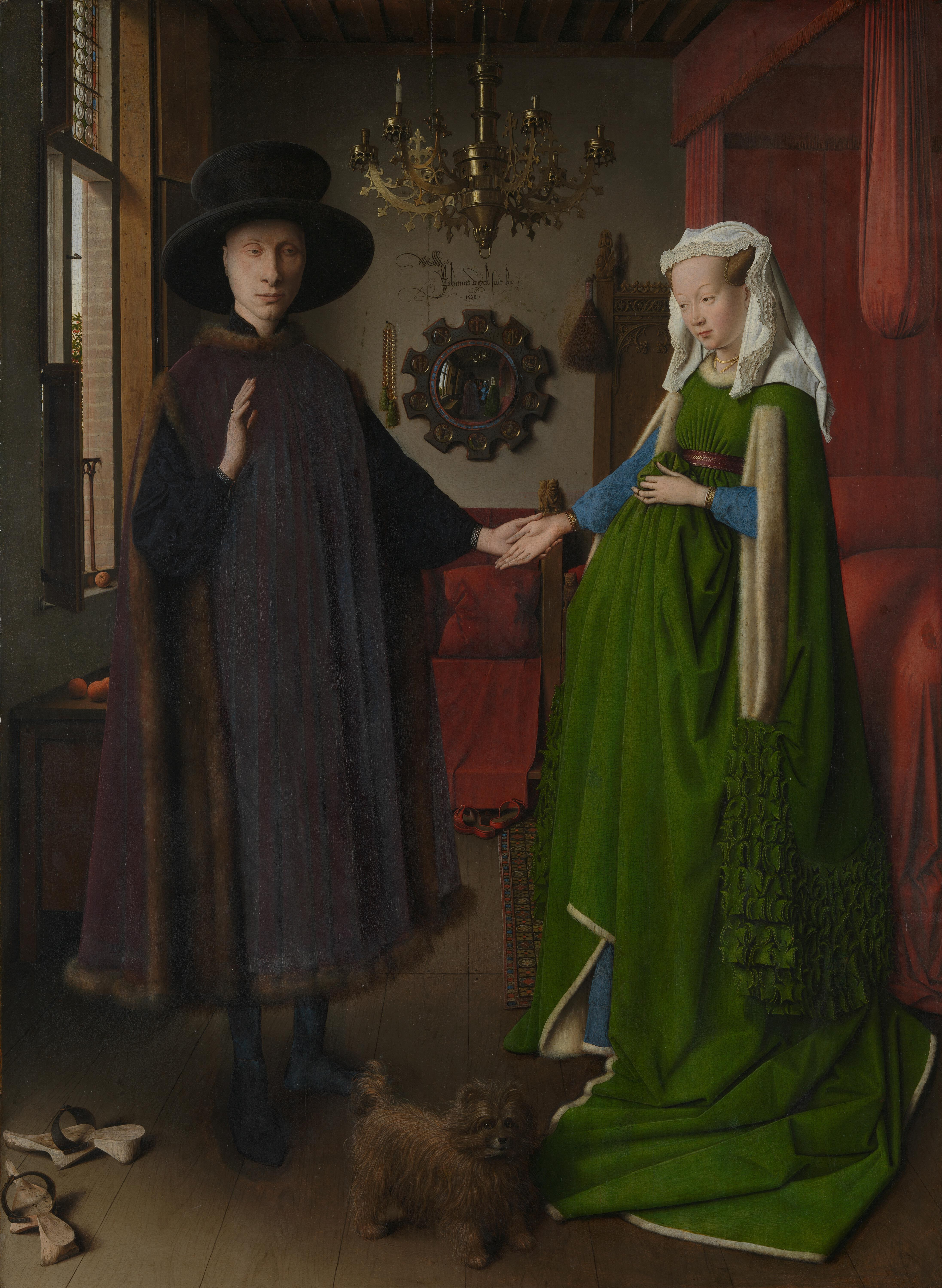
オーク板に油彩で描かれた『アルノルフィーニ夫妻像』ヤン・ファン・エイク（1434年）

13世紀、14世紀のイタリアでは板絵が全盛期を迎えており、特に祭壇画など宗教的な題材を扱ったものはほとんどが板絵に描かれていた。しかしこの当時に描かれた板絵の99.9%は現存していないと考えられている。初期フランドル派の作品も大部分が板絵で、油彩で描かれたヤン・ファン・エイクの最初期の肖像画など、非宗教的な題材を扱った作品も多かった。キャンバスに油彩で描かれた絵画で現存している最初期の作品は、現在ベルリンの絵画館が所蔵するフランス人画家の『聖母と天使』で、この作品は油彩で描かれた絵画としてももっとも古い作品の一つとなっている。
15世紀までには、ヨーロッパが豊かになったこと、人文主義の登場、芸術に対するパトロンの役割の変化などが板絵に新しい方向性を与えることとなる。ルネサンス期に見られる宗教を題材としない絵画の発展が、装飾されたチェストや絵が描かれたベッドなどの家具にも板絵が描かれるようになったのである。現在ではこれらの家具に描かれた板絵は分解され、板絵の部分だけが美術館の壁に飾られていることもある。両翼を持つ三連祭壇画も翼ごとに切断されて、それぞれ異なった場所に所蔵されていることも多い。
イタリアでは16世紀半ばにマンテーニャや、当時最上級のキャンバスを作成することができたヴェネツィアの画家たちによって、絵画の支持体は板からキャンバスへと引き継がれた。初期フランドル派の画家たちが活躍したネーデルラントでは依然として板絵が主流で、キャンバスへの移行にはさらに1世紀の時間を必要としている。とくに北ヨーロッパではキャンバスが安価でより持ち運びに便利になるまでは、キャンバスが主流になることはなかった。
若年期のルーベンスなど多くの画家たちは、安定した強固な支持体であるとして板を好んで使用した。多くの非常に重要な絵画が板絵として描かれ、なかには一辺が4メートル以上もある大きな作品も存在した。ルーベンスが使用した板は複雑な構成のものが多く、ロンドンのナショナル・ギャラリー所蔵の『ステーンの塔がある風景 Het Steen』のように最大で17枚以上の板から構成されているものもある。60センチ四方程度のより小さな絵画 (en:Cabinet painting) には銅板が用いられることも多く、版画に使用された銅板が再利用されることもあった。銅板は16世紀終わりごろからドイツ人画家アダム・エルスハイマーはじめ、多くの画家が使用したが、レンブラントらオランダ黄金世紀の画家たち (en:Dutch Golden Age painting) は小さな絵画にも板を使用することもあった。18世紀には家具の飾り絵など以外で板が使用されることはほとんどなくなったが、ロンドンのナショナル・ギャラリーには板に描かれた2枚のゴヤの作品が所蔵されている。

## 使用された材木と技法

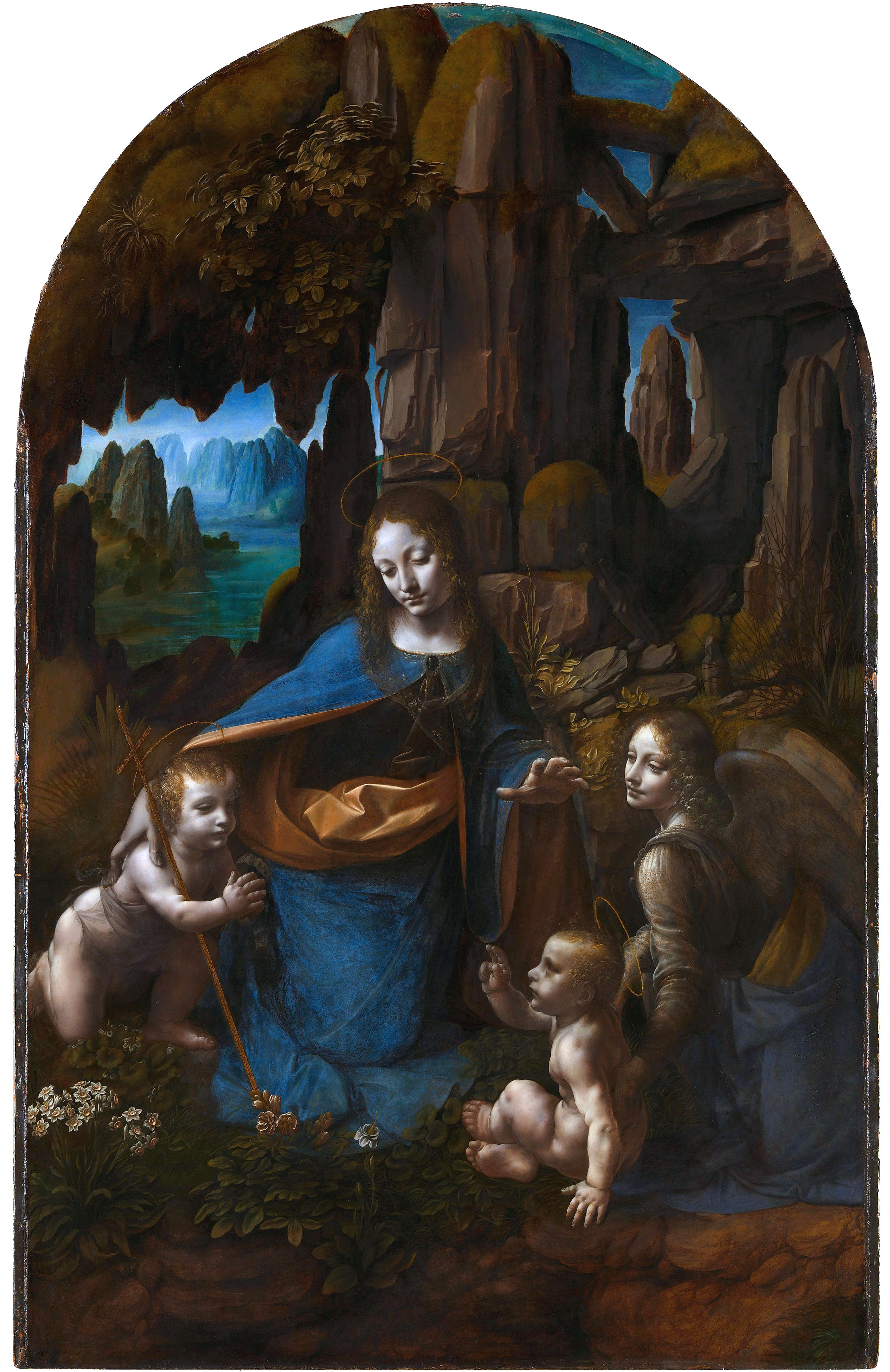
板に油彩で描かれた『岩窟の聖母』レオナルド・ダ・ヴィンチ（1503年 - 1506年）

画家たちが使用する板は、自身が居住していた場所の樹木から切り出したものが多かった。デューラー（1471年 - 1528年）はヴェネツィア在住時はポプラを、ネーデルランド、南ドイツ在住時にはオークを使用した。レオナルド・ダ・ヴィンチ（1452年 - 1519年）はフランス在住時にはオークを使用し、ハンス・バルドゥング（1484/1485年 - 1545年）、ハンス・ホルバイン（1497/1498年 - 1543年）は、南ドイツ、イングランド在住時にはオークを使用している。中世では、スプルースやシナノキの樹木の板がライン川上流域やバヴァリアで使用されている。ラインラント以外の地域ではマツのような比較的柔らかい樹木が主に使われていた。ノルウェーにあるゴシック期に制作された20枚の祭壇画は、14枚がモミ、2枚がオーク、4枚がマツである。14世紀にデンマークで制作された大きな祭壇画の絵が描かれた翼部分と、肖像彫刻部分はどちらもオークが使用されている。シナノキはデューラー、バルドゥング、アルブレヒト・アルトドルファー、ルーカス・クラナッハなどの画家がよく使用した。クラナッハはブナを使うこともあったが、他の画家でブナを使用している例はあまりない。
北ヨーロッパではポプラはほとんどみられず、クルミやクリが多くみられる。最北ヨーロッパや南ヨーロッパではスプルース、モミ、マツなどの針葉樹が使用されていた。モミはライン川中下流域、アウクスブルク、ニュルンベルク、ザクセンといった地域で使われ、マツは主にチロルで使われている。
このようにさまざまな樹木が板絵の支持体とされたが、ネーデルラント、北ドイツ、ラインランドなどで作成されたオークが一般的にはよく使用された。フランスでも17世紀までオークの板が主として使用されており、クルミ、ポプラはほとんど使用されていない。オークは北方絵画の画家たちが好んで使っていたが、必ずしもその土地で産出したオークが使われていたわけではない。17世紀では中型商船を作るためには約4,000本のオークの成木が必要であり、オークの輸入が行われていた。ケーニヒスベルクやグダニスクから輸入されたオークが、15世紀から17世紀のフランドルやドイツの画家たちの作品に使用されている。17世紀終わりにドイツ人著述家ヴィルヘルム・ブールスが絵画技法について書いた著書のなかで、オークが板絵に最も適した素材であると記している。しかしながら、17世紀前半でもクルミ、ナシ、スギなども板絵に使用されていた。マホガニーも17世紀前半には多くの画家たちに使われ、19世紀のネーデルラントでも使用されている。北方絵画の画家たちの作品のほとんどすべてはキャンバスや銅板ではなく、オークの板に描かれている。

### 絵画技法

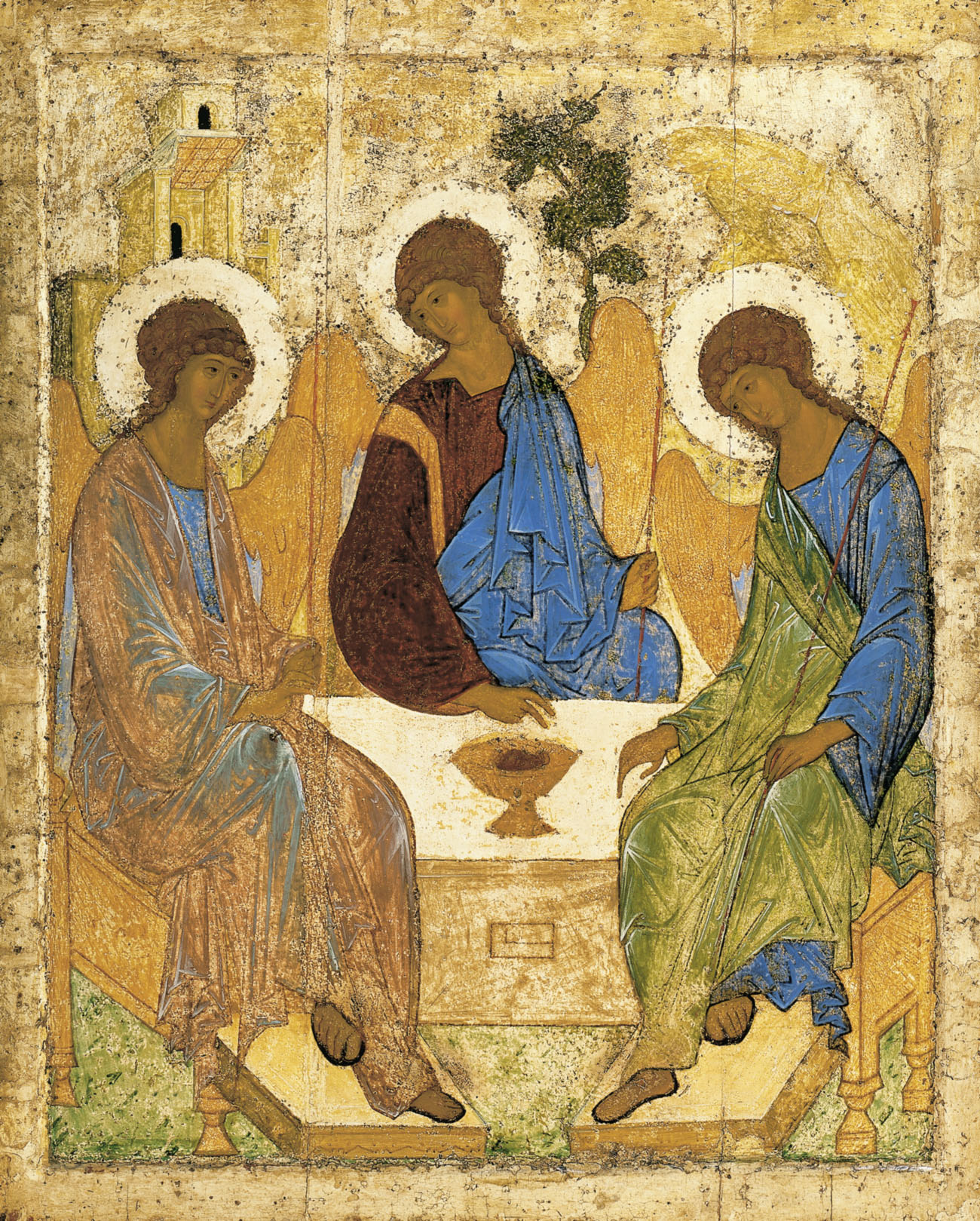
3枚の板に描かれたイコン『至聖三者』アンドレイ・ルブリョフ（15世紀初頭）

板絵の技法は、チェンニーノ・チェンニーニ (en:Cennino Cennini) が1390年に著した『絵画術の書 Il libro dell' arte』などによって、現在まで伝わっている。数世紀にわたって修正が加え続けられてはいたが、概して面倒で精密な工程が必要だった。
1. 木工細工師が場合によっては複数枚の丈夫な板を組み合わせて、必要な大きさの板を構成する。通常柾目の板が好まれ、木材外側に近い白木質の部分は取り除かれた。イタリアではよく乾燥したポプラ、柳、セイヨウボダイジュがよく使われた。板を平らにしてヤスリがけを行い、大きさや形の必要に応じて複数の板をつなぎ合わせる。
2. 動物の皮から抽出した膠と樹脂との混合物を板に塗り、リンネルを貼り付ける。この作業は熟練した職人かあるいは画家自身が担当する作業だった。
3. 十分に膠を乾かした後、ジェッソ（下塗りに用いる地塗り剤 (en:Gesso)）を重ね塗りする。重ね塗りするたびにヤスリがけを行い、絵画制作に必要とされる滑らかで堅い象牙のような表面を得るまでに、ときには15層のジェッソを重ね塗りすることもあった。この工程は16世紀以降は必須のものではなく、もっと暗い色調の地塗り剤が使用されることもあった。

板の下準備が完了すると、多くの場合木炭で下絵が描かれた。彩色に古代で多く使用されたのはエンカウスティークで、溶融した蜜蝋を絵具として使用する絵画技法だった。この技法は10世紀末に展色剤に鶏卵を用いたテンペラの発展とともに見られなくなる。テンペラは絵具と鶏卵の調合液を使って細い筆で描く技法で、細部の表現に優れていた。テンペラはエンカウスティークと同様にすぐに乾き、失敗した場合に挽回することが難しかったため、筆使いには細心の注意が必要とされた。しかしこの難しい技法がより細密な自然描写や新しいスタイルを生み出していくことになる。
15世紀初めに油彩が発明された。油彩はテンペラよりもさらに扱いやすく、初期フランドル派の画家たちの作品に見られる、それまでにない緻密な絵画表現を可能にした。油彩では非常に複雑な幾層もの重ね塗りやぼかし表現が可能だったが、下層が未乾燥で思い通り描けないという事態を避ける場合には、大抵二日以上かけて乾燥させる必要があった。

## 保護と科学的解析
板は、特にわずかでも湿気が残っていると経年変化で反ったり、ひびが入ったりすることがある。このため、19世紀には板からキャンバスなどの近代の支持体に移植する技術が開発され、多くの板絵が移植された。
板は現在の美術史家にとってキャンバスよりも有用な素材である。ここ数百年で木材の情報を得る技術は非常に発展した。板絵に使用されている板を解析することにより多くの贋作が発見され、間違って考えられていた制作年度の修正につながった。専門家は板絵に使用されている樹木の種類を判別でき、このことが絵画が制作された場所を特定する一助となる可能性もある。放射性炭素年代測定と年輪年代学によって、板のほぼ正確な制作年や、板に使用された材木がどの地域で産出されたものなのかを知ることができる。イタリアの板絵は自国の木の板に描かれることが多く、一部ダルマチア産の材木も使用されており、その種類はポプラがほとんどだが、クルミ、クリなども使用されている。ネーデルラントでは15世紀初頭に材木が不足したため、初期フランドル派の名作の多くがバルチック周辺やポーランド産のオークが使用されている。オークはワルシャワ北部でカットされた後、ヴィスワ川からバルチック海を経由して、ネーデルラントに輸入された。南ドイツの画家たちはマツを使用することが多く、後には輸入されたマホガニーを用いてレンブラントやゴヤが板絵を描いた。
年輪年代学によって樹木が伐採された正確な年を知ることができる。しかし実際には数年の誤差が生じることもある。そして小さな板絵で、材木の中心部分からとられた板に描かれている場合には、カットされた外側部分にどれだけの年輪があったのかを知ることはできないのである。
「Panel Paintings Initiative」という数カ年計画のプロジェクトが、ゲッティ文化財保存修復研究所、ゲッティ財団、J・ポール・ゲティ美術館の協同で開始された。このプロジェクトは、複雑な構成で描かれた板絵を修復することができる高い技術を持った絵画修復家や技術者が減少することによって、貴重な板絵のコレクションが今後数百年のうちに失われてしまうのではないかという、近年広まりつつある危惧に対応しようという試みである。プロジェクトの詳細はゲッティのウェブサイトに記載されている。